# Tatyana Dmitryevna Kuznetsova

Nữ phi hành gia Tatyana Kuznetsova, thập niên 1970

Tatyana Dmitryevna Kuznetsova (tiếng Nga: Татьяна Дмитриевна Кузнецова; 14 tháng 7 năm 1941 – 28 tháng 8 năm 2018) là một nữ phi hành gia Liên Xô. Bà là người trẻ tuổi nhất trong số những người được tuyển chọn trong chương trình bay vào vũ trụ có người lái của Liên Xô.

## Cuộc đời
Kuznetsova sinh năm 1941 tại Moskva. Năm 1958, bà hoàn thành chương trình trung học và sau đó tiếp tục đăng ký học đánh máy và tốc ký. Công việc đầu tiên của Kuznetsova, vào năm 1959, là một người viết mã tại Bộ Công nghiệp Vô tuyến Điện tử ở Moscow, sau đó là làm thư ký tại các viện nghiên cứu của chính phủ.
Ngay từ thời niên thiếu, cô gái trẻ Kuznetsova đã thích nhảy dù, và năm 1961 bà trở thành quán quân toàn quốc trong môn này. Năm 1964, bà trở thành huấn luyện viên nhảy dù.
Vào tháng 12 năm 1961, việc tuyển chọn các nữ học viên du hành vũ trụ đã được chính phủ Liên Xô chấp thuận, với mục đích cụ thể là đảm bảo nữ phi hành gia đầu tiên sẽ là công dân Liên Xô. Tháng 2 năm 1962, Kuznetsova được chọn từ hơn 400 người đăng ký vào nhóm gồm 5 nữ phi hành gia để huấn luyện cho chuyến bay đơn trên tàu vũ trụ Vostok. Mặc dù Kuznetsova mới chỉ 20 tuổi, nhưng những kỹ năng cùng với lòng dũng cảm trong môn nhảy dù đã thuyết phục các nhà khoa học lựa chọn bà cho chương trình huấn luyện. Vào những ngày đầu tiên tập luyện, Kuznetsova là ứng cử viên sáng giá cho việc trở thành nữ phi hành gia đầu tiên bay vào vũ trụ, nhưng cuối mùa hè năm 1962, một số thất bại trong chế độ chuẩn bị thể chất và tinh thần khắc nghiệt đã khiến Kuznetsova bị loại khỏi khóa huấn luyện.
Tháng 1 năm 1965, Kuznetsova được triệu tập trở lại chương trình huấn luyện du hành không gian để chuẩn bị cho chuyến bay vào vũ trụ trong sứ mệnh Voskhod 5 dành cho phi hành đoàn gồm hai nữ phi hành gia, nhưng dự án đã bị hủy bỏ.
Kuznetsova cuối cùng đã rút khỏi chương trình du hành vũ trụ vào năm 1969 khi có thông tin rõ ràng rằng sẽ không có phụ nữ nào được tham gia vào các chuyến bay vào vũ trụ của Liên Xô trong tương lai. Tuy nhiên, bà vẫn ở lại trung tâm đào tạo để hỗ trợ thí nghiệm và nghiên cứu địa vật lý. Từ năm 1979, bà phục vụ trong Lực lượng Dự bị Không quân và thăng cấp bậc trung tá trước khi nghỉ hưu vào năm 1991.
Kuznetsova qua đời vào ngày 28 tháng 8 năm 2018.